# كارولين فيليبس
كارولين فيليبس (بالإنجليزية: Caroline Phillips)‏ هي عالمة آثار نيوزيلندية وبريطانية، ولدت في 8 أكتوبر 1949 في ريدنغ في المملكة المتحدة.

## وصلات خارجية
- الموقع الرسمي